# KITSAT-2
KITSAT-2は大韓民国の人工衛星。韓国名は「ウリビョル2号（우리별 2호）」で、「私たちの星」の意味。1993年9月26日、21時45分（UTC）フランス領ギアナのクールーからアリアンロケットにより打ち上げられた。
KITSAT-1の技術を実証し、発展させる為に開発された。観測機器として地表分解能200mのカメラを搭載している。通信周波数はアップリンクが45.98MHz・145.87MHz、ダウンリンクが436.50MHz・435.175MHzで、アマチュア衛星としても使用され、Oscar 25の名前が与えられている。